# Skals Sogn
Skals Sogn er et sogn i Viborg Østre Provsti (Viborg Stift).
I 1800-tallet var Skals Sogn anneks til Låstrup Sogn. Begge sogne hørte til Rinds Herred i Viborg Amt. Låstrup-Skals sognekommune blev ved kommunalreformen i 1970 indlemmet i Møldrup Kommune, som ved strukturreformen i 2007 indgik i Viborg Kommune.
I Skals Sogn ligger Skals Kirke og hovedgården Holmgård.
I sognet findes følgende autoriserede stednavne:
- Dalene (bebyggelse)
- Ejstrup (bebyggelse, ejerlav)
- Elbæk (bebyggelse)
- Høkærrør (bebyggelse)
- Nederhede (bebyggelse)
- Nørdam (bebyggelse)
- Skals (bebyggelse, ejerlav)
- Skringstrup (bebyggelse, ejerlav)
- Trangbæk (bebyggelse)